# Zoran Gopčević
Zoran Gopčević (in serbo Зоран Гопчевић?; Kotor Varoš, 29 gennaio 1955 – 30 settembre 2000) è stato un pallanuotista jugoslavo, vincitore di una medaglia d'argento alle olimpiadi di Mosca 1980.